# モンテ・クレマスコ
モンテ・クレマスコ（伊: Monte Cremasco）は、イタリア共和国ロンバルディア州クレモナ県にある、人口約2,300人の基礎自治体（コムーネ）。

## 地理

### 位置・広がり

#### 隣接コムーネ
隣接するコムーネは以下の通り。括弧内のLOはローディ県所属を示す。
- クレスピアーティカ (LO)
- ドヴェーラ
- パラッツォ・ピニャーノ
- パンディーノ
- ヴァイアーノ・クレマスコ

### 気候分類・地震分類
気候分類では、zona E, 2557 GGに分類される。
また、イタリアの地震リスク階級 (it) では、zona 3 (sismicità bassa) に分類される
。